# Specialized
Specialized ist ein US-amerikanischer Hersteller von Fahrrädern und Fahrradzubehör mit Sitz im kalifornischen Morgan Hill.

## Geschichte
Das Unternehmen wurde 1974 von Mike Sinyard gegründet. Bevor es mit der Produktion von Fahrrädern begann, stellte es Tourenreifen her. Breitere Bekanntheit erlangte Specialized als Massenhersteller von Mountainbikes. 1981 kam mit dem Modell Stumpjumper das erste serienmäßig produzierte Mountainbike auf den Markt. 1989 baute Specialized unter dem Namen Epic das erste Mountainbike mit einem Rahmen aus kohlenstofffaserverstärktem Kunststoff. Seit den frühen 1990er Jahren vertreibt Specialized über die Modelllinie Globe mittlerweile auch Urbanbikes. 2009 wurde Globe zu einer eigenen Marke unter dem Dach von Specialized. 2001 übernahm der taiwanische Fahrradhersteller Merida 49 % des Unternehmens, die aber mittlerweile größtenteils wieder zurückgekauft wurden.
In den USA hält Specialized das wichtige Patent auf den Viergelenkhinterbau. Der Viergelenker mit „Horst-Link“ wurde ursprünglich von Horst Leitner patentiert. Specialized erwarb das Patent von Leitner, nachdem dieser sich mit seiner Firma AMP aus dem Fahrradbau zurückgezogen hatte. Seit 2011 kooperiert Specialized mit dem Formel-1-Rennstall McLaren. Aus dieser Zusammenarbeit entstand ein Rennrad im Hochpreissegment mit dem Namen McLaren Venge. Seit dem 1. Januar 2017 agiert Specialized in Deutschland mit der am Standort Holzkirchen ansässigen Specialized Germany GmbH.

## Fahrradanpassung
Mit Hilfe des Sportmediziners Andrew Pruitt vom Boulder Center for Sports Medicine entwickelte Specialized eine umfassende Methode der Fahrradanpassung zur Ergonomie- und Leistungsoptimierung. Dabei wird das Rad in einem standardisierten, fünfstufigen Verfahren an den Sportler angepasst. Im ersten Schritt findet ein Vorabinterview mit dem Sportler statt, danach unterzieht er sich einem Flexibilitätstest. In den Schritten drei und vier wird die Sitzposition in einer Seiten- und Frontbetrachtung auf dem Fahrrad per Video vermessen. Etwa eine Woche nach dem Vermessungs- und Einstellungsvorgang am Fahrrad findet ein Nachgespräch mit dem Sportler statt, in dem er über die Erfahrungen mit den veränderten Einstellungen berichtet. Die Fahrradanpassung wurde bislang nicht nur für Spitzenathleten aus dem Rennsport wie Vincenzo Nibali oder Jakob Fuglsang, sondern bereits auch an vielen Hobbysportlern vorgenommen und funktioniert sowohl für Mountainbikes als auch Rennräder.

## Produktion
Am Firmensitz in Morgan Hill sitzen die Abteilungen für Design, Entwicklung und der Prototypen-Bau. Die Rahmen werden von OEM-Partner Merida in Taiwan produziert. Die günstigen Modelle der Firma werden in der VR China gefertigt.

## Specialized Pop-Up Store Düsseldorf
Am 5. Mai 2017 eröffnete Specialized einen Pop-Up Store in der Königsallee in Düsseldorf. Die Firma möchte damit neue Erfahrung mit einem temporären Laden sammeln, aus der sich das Unternehmen Erkenntnisse hinsichtlich zukünftiger Retail-Strategien erhofft. Im Fokus dieses Ladens stehen Räder für das sogenannte Urban Cycling und E-Bikes. Nach einem guten Monat erfolgte ein Umbau. Der Laden sollte anlässlich des Starts der Tour de France in Düsseldorf thematisch auf den Rennradsport ausgerichtet werden.

## Sport-Sponsoring
Specialized ist im Sport-Sponsoring aktiv und stattet Teams und einzelne Sportler aus.

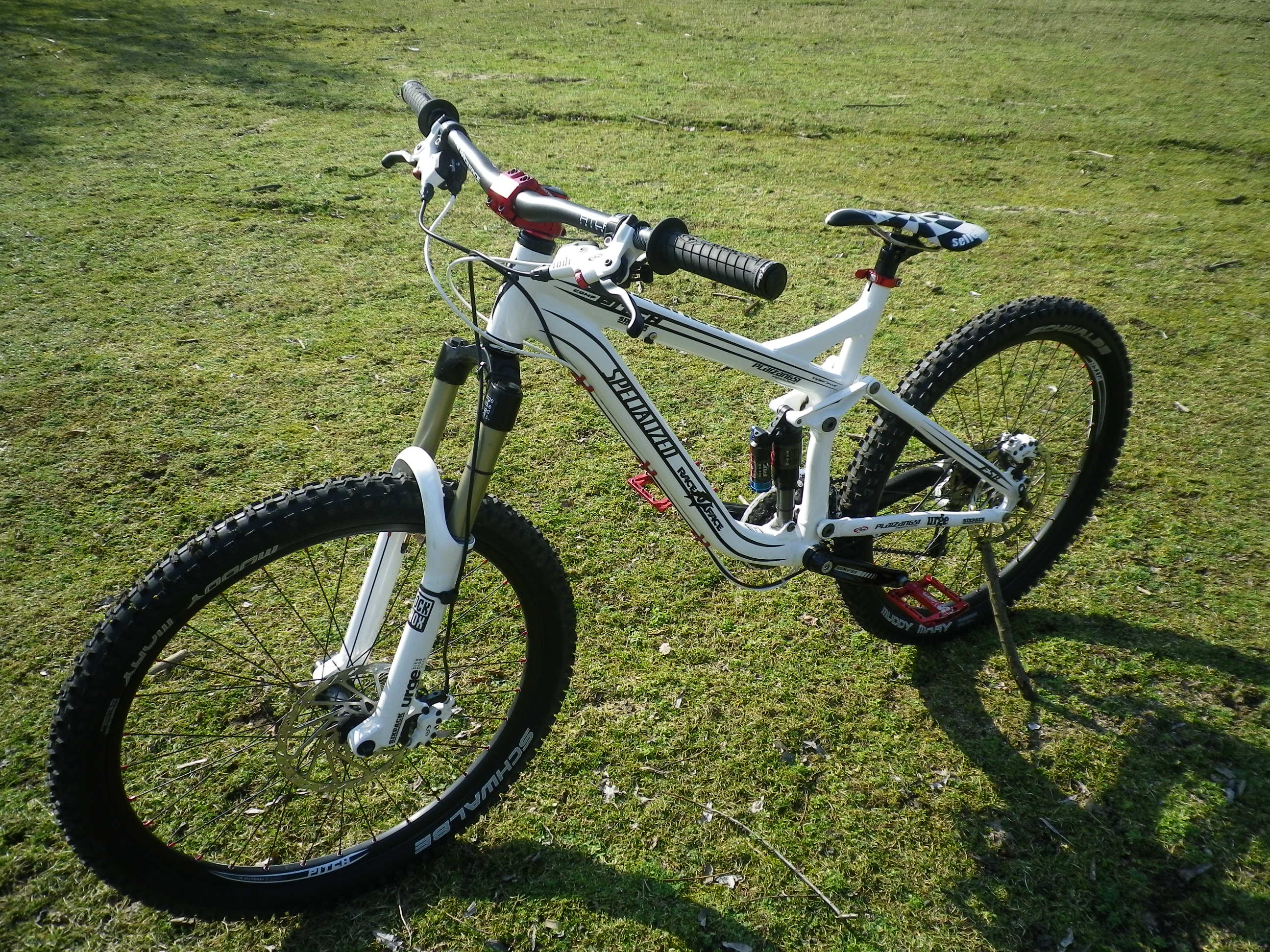
Specialized Pitch

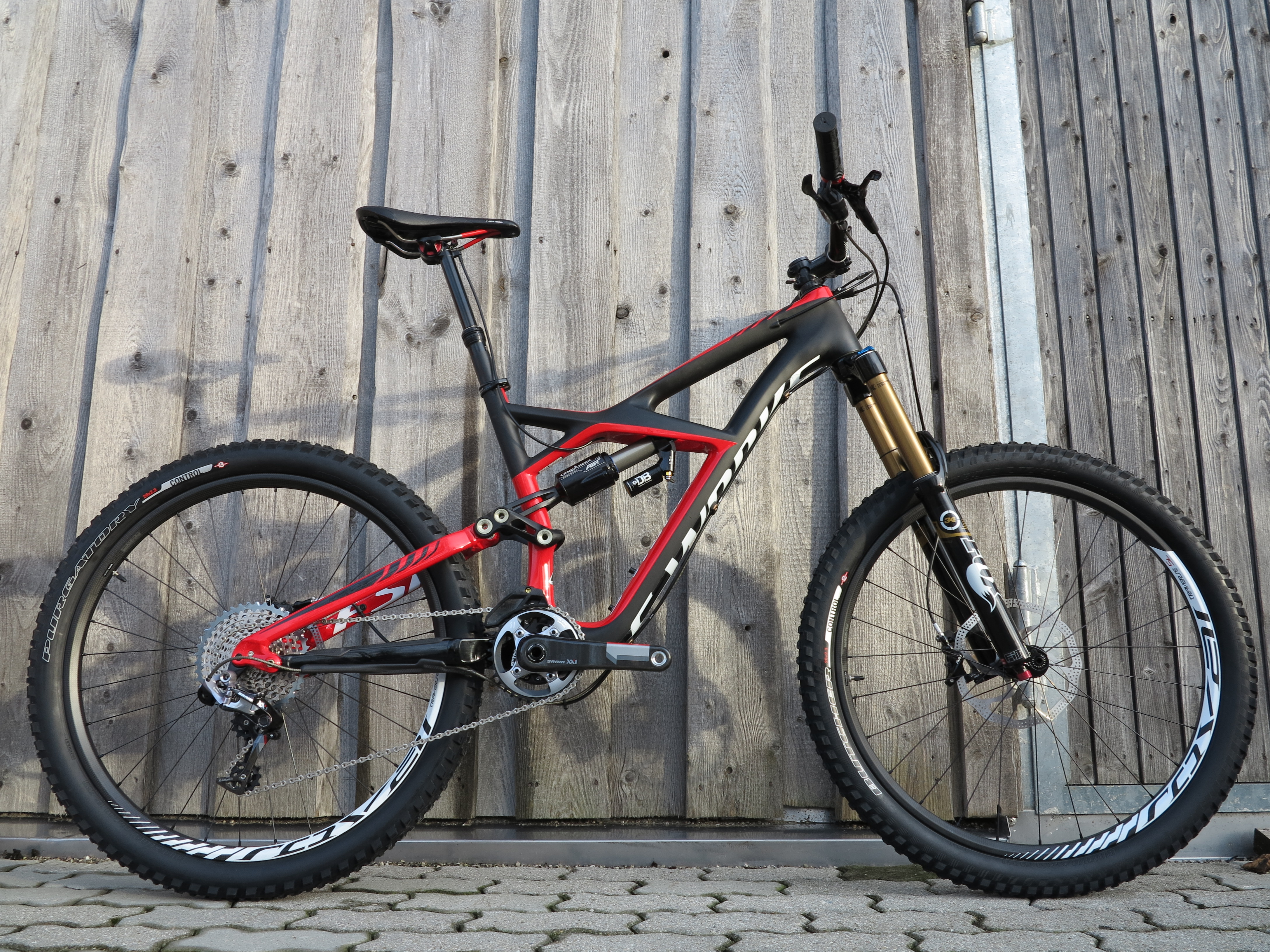
S-Works Enduro 2013

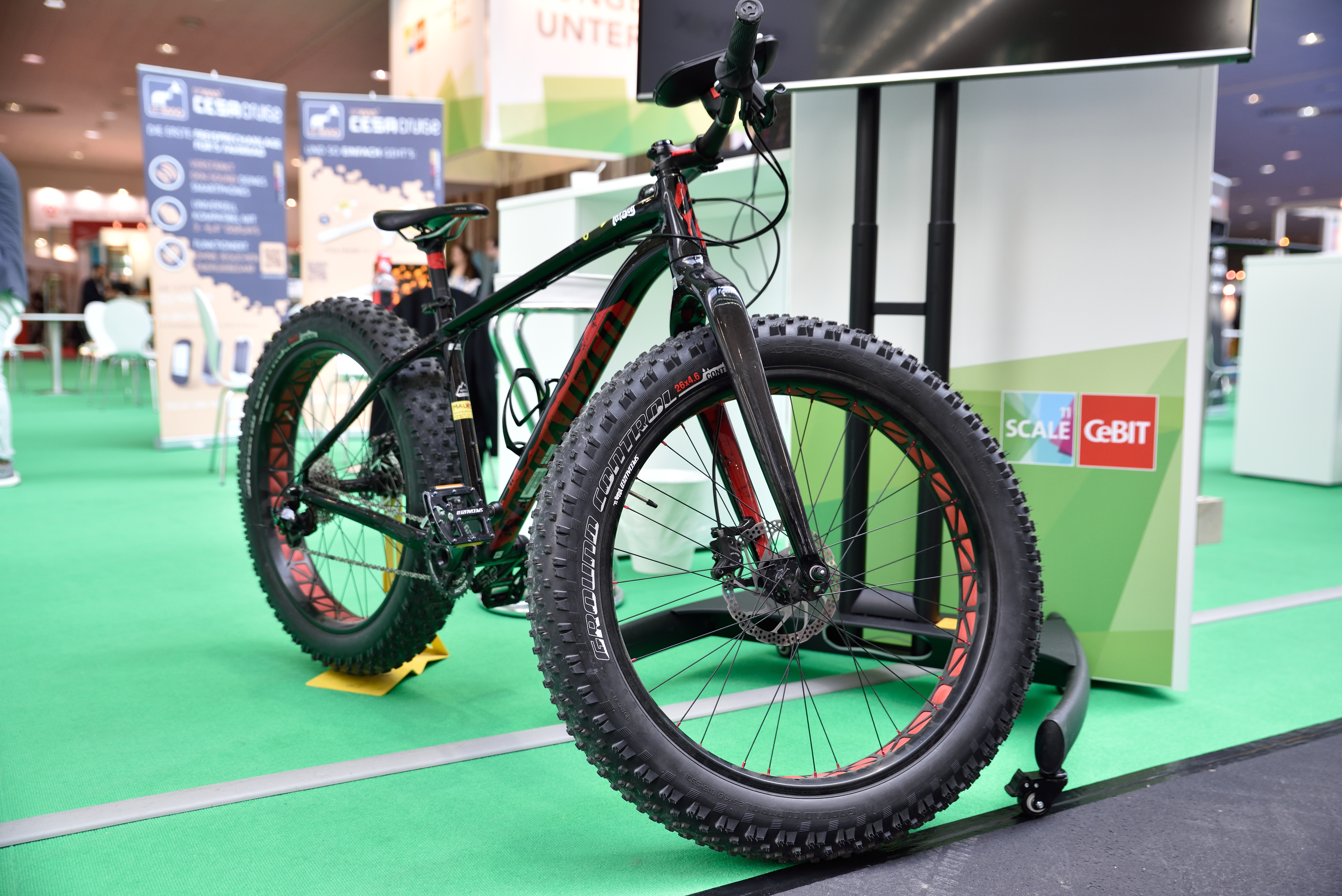
Fatboy Expert

Teams
- Bora-hansgrohe[19][20]
- Deceuninck-Quick-Step
- Boels-Dolmans Cycling Team[21]
- Specialized Gravity[22]
- TIBCO Women's Pro Cycling
- TotalEnergies
- SD Worx

Athleten
- Tom Boonen
- Jaroslav Kulhavý
- Christoph Sauser
- Matt Hunter
- Martin Söderström
- Ned Overend
- Christoph Strasser
- Javier Gomez
- Loïc Bruni[23]
- Peter Sagan[24]

## Modellreihen
MountainbikesEpic, Epic Evo, Epic HT, Era, Stumpjumper, Stumpjumper Evo, Fate, FSR XC, Camber, Myka, Enduro, Bighit, SX, Demo, Status, Crave, Rockhopper, Hardrock, Jett, Downhiller, Chisel.
RennräderTarmac, Venge, Aethos, Amira, Shiv, Roubaix, Ruby, Secteur, Allez, Dolce, Diverge, Alias, Sequoia
BahnräderLangster
Cyclocross-RäderCrux
Fitness-/Mobility-RäderAriel, Expedition, Sirrus, Vita, Source, Crossover, AWOL, Crosstrail, Daily
Dirt-/Street-RäderP.series
Chopperfatboy (2007–2009, ins. 3.000 St.)
KinderräderHotrock boys, Hotrock girls
FatbikeFatboy, Fuse, Hellga
E-BikeTurbo, Turbo-Levo-E-MTB, Turbo Vado, Kenevo, Creo SL, Levo SL, Kenevo SL, Turbo Tero, Turbo Tero X